# Памела Праті
Паола Піредду, відома як Памела Праті (італ. Pamela Prati; нар. 26 листопада 1958, Оцієрі) — італійська акторка, танцюристка, модель, співачка і телеведуча. 

## Біографія
Паола Піредду народилася на Сардинії, її батько був іспанцем, а мати — італійкою.
В пізньому підлітковому віці переїхала до Риму, де працювала моделлю, періодично з'являючись на телебаченні в різних шоу. Привернула багато уваги, з'явившись на обкладинці альбому Адріано Челентано «Un po' artista un po' no» в 1980 році. Того ж року виконала головну роль у першому фільмі — еротичній комедії «Дружина в білому... Коханець перець». За цим зіграла в інших стрічках, а тим часом почала вивчати мистецтво танцю, співу і дикції. Незабаром стала виступати на телебаченні в різних вар'єте і на сцені в театральних постановках.
Брала участь в трьох конкурсах краси в 1983 році — «Міс Італія», «Міс Сардинія» і «Міс Всесвіт».  
1996 року випустила альбом під назвою «Il tango delle 11». 
У 1992 році виступала у таких телепередачах на Canale 5, як «Scherzi a Parte» і «La sai l'ultima?». Вона також з'явилася на реаліті-шоу, як-от «L'Isola dei Famosi 6» і «Grande Fratello VIP» в 2016 році.